# Bernd Rohr
Bernd Rohr   (Mannheim, 13 de novembre de 1937 - Mannheim, 5 de desembre de 2022) fou un ciclista alemany, professional des del 1964 fins al 1968. Es va especialitzar en el ciclisme en pista, aconseguint una medalla d'or al Campionat del món de persecució per equips de 1962.

## Palmarès en pista
- 1957
  -  Campió d'Alemanya en persecució per equips
- 1960
  -  Campió d'Alemanya en persecució per equips
- 1961
  -  Campió d'Alemanya en persecució per equips
- 1962
  -  Campionat del món de persecució per equips (amb Klaus May, Ehrenfried Rudolph i Lothar Claesges)
  -  Campió d'Alemanya en persecució per equips

## Palmarès en ruta
- 1961
  -  Campió d'Alemanya en contrarellotge per equips
- 1962
  -  Campió d'Alemanya en contrarellotge per equips
- 1963
  -  Campió d'Alemanya en contrarellotge per equips